# بيدرو لويس أنطونيو
بيدرو لويس أنطونيو هو كاهن كاثوليكي أنغولي، ولد في 13 يناير 1921 في Caconda ‏ في أنغولا، وتوفي في 25 يوليو 2014.